# Émile Allais
Pour les articles homonymes, voir Allais.
Émile Allais, né le 25 février 1912 à Megève, mort le 17 octobre 2012 à Sallanches, et inhumé à Megève, est un skieur alpin français de renom et Gloire du sport.
Pionnier du ski en France, il est l'inventeur de la méthode de ski française, skis parallèles, rivale de la méthode autrichienne de Hannes Schneider, basée sur le chasse-neige, jusqu'alors la seule. En 1937, il est le premier porteur de pantalons à fuseaux aérodynamiques dans ses chaussures créées par le tailleur à Megève Armand Allard. La méthode française, ouvrant les pistes à la vitesse maîtrisée, et les victoires d'Émile Allais en 1937 et 1938 sont popularisées par les films de Marcel Ichac. 
Premier médaillé français en ski alpin, Émile Allais réalise un triplé au championnat du monde en 1937 à Chamonix. Il devient le premier moniteur de l'École du ski français, créée en 1937 par le ministre Léo Lagrange, puis créa des stations de sports d'hiver dans les Alpes et en Amérique. Jusqu'à l'âge de 90 ans, il continua à skier et descendre, avec la même passion, les pistes de Megève ou de Courchevel,. 

## Biographie

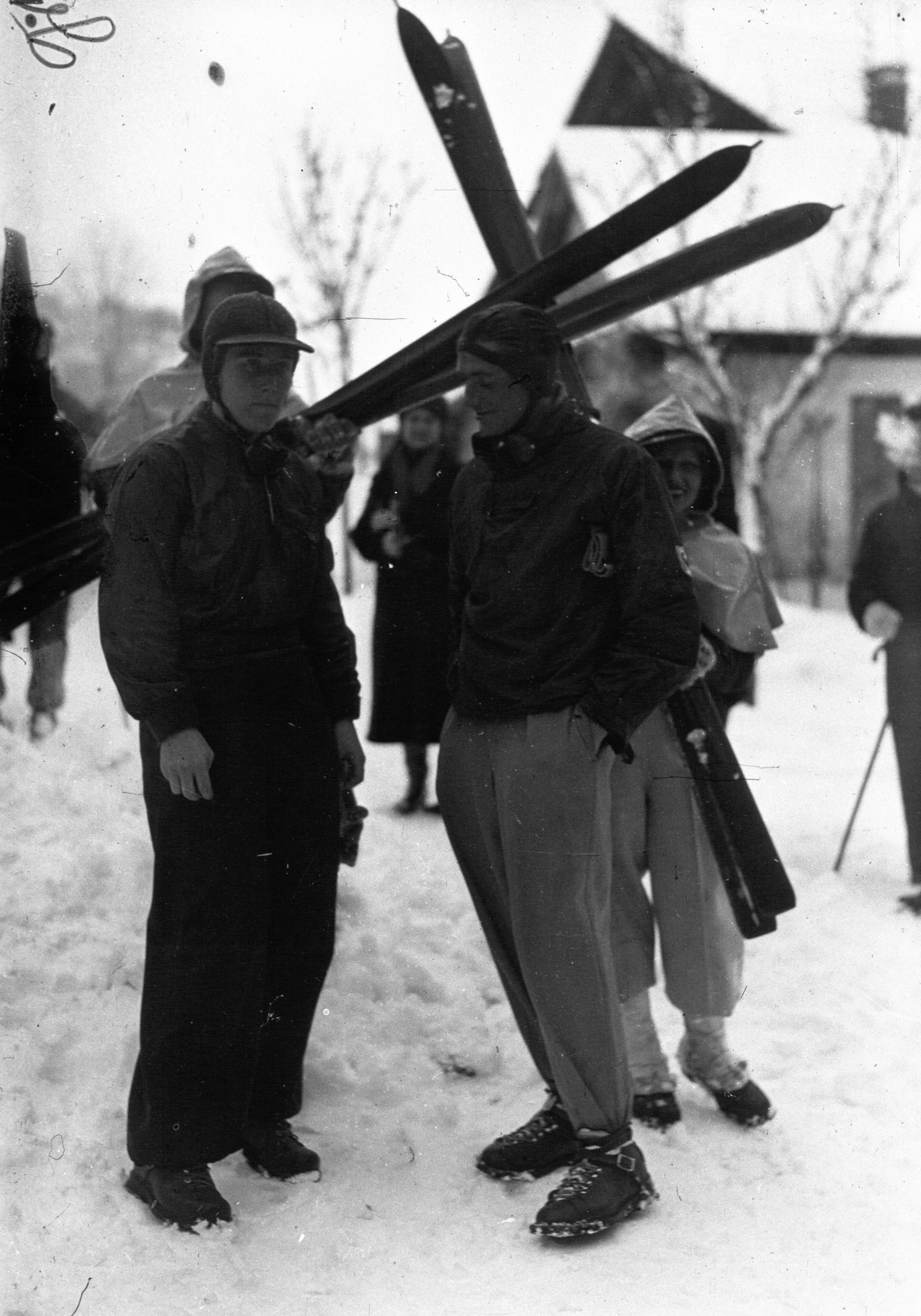
Emile Allais et Christl Cranz aux championnats du monde en 1937.

Ses parents tenaient une boulangerie au début des années 1920, à une époque où un skieur était rare à Megève. La première paire de skis qu'il voit est celle de son oncle Hilaire Morand, guide-skieur pour les touristes, qui l'avait rapportée de Russie et qu'il accompagne comme porteur, ce dernier l'encourageant à skier. Sa première paire de ski est faite par un menuisier du village (dans du bois récupéré de la boulangerie familiale) et selon Émile Allais, il se fabrique lui-même à l'âge de sept-huit ans les courroies pour tenir les chaussures en copiant ce que faisaient d'autres jeunes, mais les skis étaient impossibles à diriger. Il a alors l'idée d'utiliser les charnières d'un vieux placard qu'il lie avec des fils de fer pour créer ses premières fixations.
Lors de l'hiver 1926-1927, il accompagne comme porteur de sacs les premiers clients du nouvel hôtel du Mont d'Arbois que la baronne de Rothschild venait d'ouvrir. C'est un moniteur autrichien, Otto Lantschner, engagé par la baronne qui lui apprend la technique pour tourner et à la fin de la saison, lors de la course des moniteurs autrichiens de la station, il termine second à la Côte 2000.
En 1933, il part à Clermont pour son service militaire dans les chasseurs alpins et sert dans les skieurs-éclaireurs ce qui lui permet de pratiquer le ski pendant tout l'hiver. Il se casse une jambe ce qui aura pour conséquence de la raccourcir un peu (3 cm). Beaucoup plus tard, lors d'un slalom, il se casse l'autre jambe ce qui donne l'occasion au médecin de mettre les deux jambes à la même longueur.
Repéré par la fédération de ski, il fait sa première course internationale aux championnats du monde de ski alpin 1934 à Saint-Moritz, mais sort de la piste et termine 35e en descente, 29e en slalom et 27e au combiné. Il obtient sa première médaille en 1935, en terminant deuxième lors de la descente et du combiné des championnats du monde de ski alpin de Mürren, puis aux Jeux olympiques de Garmisch-Partenkirchen où il termine troisième. Sur le podium, il refusera de faire le salut nazi. C'est à ces jeux, qu'il repère un skieur autrichien, Toni Seelos, qui n'utilise pas la même technique que les autres, celle du parallélisme des skis, mais qui semble être supérieure au stem sur les premières piste damées : pour déclencher le virage, Selos utilise une rotation du haut du corps avec amorce de ruade (« rotation-ruade »). En février 1937, le talent d'Émile Allais explose aux championnats du monde de Chamonix où il remporte les trois médailles d'or.
Il est à l'origine de la première méthode française de ski publiée à la fin de 1937 en collaboration avec Paul Gignoux. 
La même année l'École nationale du ski français (future École nationale de ski et d'alpinisme) voit le jour sous l'égide du ministre des Loisirs et des Sports Léo Lagrange. C'est le départ de l'enseignement du ski à la française et la fin de la suprématie autrichienne. En décembre 1937, Émile Allais devient moniteur diplômé avec la médaille numéro 1 ou numéro 2, selon une autre source. En 1939, une blessure à la cheville met un terme à sa carrière sportive.
Au début de la guerre 1939-1945, il est mobilisé comme chasseur alpin dans le Bataillon de haute montagne de Chamonix. En 1940, avec Étienne Livacic, il effectue la première descente à ski de l’arête Nord du Dôme du Goûter. Après l'armistice, il devient directeur technique de l'École nationale de ski et d'alpinisme qui commence à former les premières générations de moniteurs de ski. Il participe à la Libération et s'engage dans le Bataillon du Mont Blanc.
Après la Seconde Guerre mondiale, Émile Allais part découvrir d'autres horizons en Amérique du Nord et en Amérique du Sud. Il part former les équipes nationales de ski au Chili, les équipes canadiennes de ski pour les Jeux olympiques d'hiver de 1948 à Saint-Moritz et américaines pour ceux de 1952 à Oslo. Il participe dans ces pays à la création de nombreuses stations, dont Portillo au Chili, Squaw Valley, en Californie, puis à Sun Valley dans l'Idaho et d'où il rapporte l'anorak de ski matelassé ainsi qu'une machine à chenillette qu'il détourne pour en faire une dameuse.
Il partage son temps entre le Chili et la Californie, où il découvre les techniques américaines, avant de venir s'installer à Courchevel où il a l'impression de revenir au Moyen Âge avec des pistes non damées. Il fait utiliser une chenille, mais pour réaliser les premiers damages acceptables il fait souder des gros tonneaux, ce qui n'est pas probant, avant d'essayer des taquets.
Dans les années 1960, il met son expérience au service des stations françaises comme Courchevel, où il crée le métier de pisteur secouriste, Flaine, Vars et La Plagne.
Il participe également au développement de nombreux modèles de skis, introduit en France les premiers skis métalliques, mis au point par l'ingénieur américain Howard Head (en), vers lesquels Rossignol se tournera pour fabriquer les célèbres Allais 60, qui équipèrent Jean Vuarnet, médaillé olympique aux JO de 1960. C'est lui qui aura l'honneur d'inaugurer les Championnats du Monde de Ski (FIS) à Portillo au Chili en 1966. 
Il participe à des compétitions de ski jusqu'à ses 100 ans, âge qu'il atteint en 2012, quelques mois avant sa mort.
Il meurt le 17 octobre 2012 à l'hôpital de Sallanches où il était admis depuis une semaine à la suite d'un malaise.
Ses exploits sont à plusieurs reprises cités dans l'autobiographie de Frison-Roche, Le Versant du soleil, notamment dans le 15e chapitre.

## Palmarès

### Jeux olympiques
| Épreuve / Édition              | Combiné |
| ------------------------------ | ------- |
| JO 1936 Garmisch-Partenkirchen | Bronze  |

### Championnats du monde
| Épreuve / Édition          | Descente    | Slalom | Combiné |
| -------------------------- | ----------- | ------ | ------- |
| Mondiaux 1934 Saint-Moritz | 27e         | 27e    | 29e     |
| Mondiaux 1935 Mürren       | Argent      | 7e     | Argent  |
| Mondiaux 1936 Innsbruck    | 7e          | 6e     | 8e      |
| Mondiaux 1937 Chamonix     | Or          | Or     | Or      |
| Mondiaux 1938 Engelberg    | Argent      | Argent | Or      |
| Mondiaux 1939 Zakopane     | Non-partant | —      | —       |

### Arlberg-Kandahar
| Épreuve / Édition | Descente          | Slalom            | Combiné            |
| ----------------- | ----------------- | ----------------- | ------------------ |
| 1935 Mürren       | Médaille d'argent | 17e               | 8e                 |
| 1936 Sankt-Anton  | Médaille d'or     | 4e                | Médaille de bronze |
| 1937 Mürren       | Médaille d'argent | Médaille d'argent | Médaille d'or      |

## Honneurs et récompenses
- Officier de la Légion d'honneur
- Chevalier de l'ordre du Mérite sportif‎
- Chevalier de l'Ordre du Mérite du Chili

Depuis sa mort, le collège public de Megève a changé son nom en hommage passant de Collège de Rochebrune en Collège Émile Allais.

## Vie privée
Une aventure lui est prêtée durant la guerre avec l'actrice Corinne Luchaire. Sa première femme Georgette est morte en 1970. Il a une seconde épouse, Mireille, et deux enfants versés dans le même sport, Karen Allais-Pallandre, ancien membre de l'équipe de France de ski alpin et Kathleen, ancienne skieuse de freestyle qui participa aux JO de 2002 à l'épreuve de bosses de ski acrobatique.

## Publications
- Émile Allais et Paul Gignoux, Ski français, B. Arthaud éditeur, Grenoble, 1937
- Gilles Chappaz, Allais, la légende d'Émile, Éditions Guerin, Chamonix, 2007,  (ISBN 978-2352210245)
- Marc Turrel et Macarena Velasco (textes), Guy Wenborne (photographies), El Ski en Chile, Éditions Huerquehue, Santiago du Chili, 2005.